# Enzo Cilenti
Enzo Cilenti (8 de agosto de 1974) es un actor inglés.

## Biografía
En el 2000 comenzó a salir con la actriz Sienna Guillory, la pareja se casó en agosto del 2002 y más tarde en febrero del 2011 tuvieron las gemelas, Valentina y Lucia Cilenti.

## Carrera
En el 2002 interpretó a Peter Saville en la película 24 Hour Party People.
En el 2004 se unió al elenco de la película Millones donde interpretó al santo y diácono italiano San Francisco de Asís. 
En el 2007 obtuvo un papel secundario en la película de Next.
En el 2009 apareció en las películas In the Loop donde dio vida a Bob Adriano, en The Fourth Kind donde interpretó a Scott Stracinsky y obtuvo un papel secundario en la película Nine donde interpretó a Leopardi junto a Daniel Day-Lewis y Marion Cotillard.
En el 2012 dio vida a Michael en la película The Wicked Within.
En el 2013 interpretará a Tucker en la película The Whole Banana.
El 25 de julio de 2014 se anunció que Enzo se uniría al elenco de la quinta temporada de la popular serie Game of Thrones donde dará vida a Yezzan, notorio traficante de esclavos.

## Filmografía
Series de televisión:
| Año             | Título                                     | Personaje          | Notas                        |
| --------------- | ------------------------------------------ | ------------------ | ---------------------------- |
| 2014 - presente | Game of Thrones                            | Yezzan             | -                            |
| 2011            | Lie to Me                                  | John Lightman      | episodio "Funhouse"          |
| 2006 - 2007     | NCIS: Naval Criminal Investigative Service | Mamoun Sharif      | 2 episodios                  |
| 2005            | Rome                                       | Evander Pulchio    | 4 episodios                  |
| 2005            | The Virgin Queen                           | Jean de Simier     | miniserie                    |
| 2005            | No Angels                                  | Joe                | episodio # 2.1               |
| 2003            | Coming Up                                  | Tommy              | episodio "Loveless"          |
| 2003            | Where the Heart Is                         | Carl               | episodio "Mister and Missus" |
| 2003            | Spooks                                     | Carlo Franceschini | 4 episodios                  |
| 2000            | Rescue Me                                  | Tony               | episodio # 1.1               |
| 2000            | Heartbeat                                  | Paolo Mazzetti     | episodio "Wise Guys"         |
| 1998            | The Cops                                   | Paulie Henshall    | episodio # 1.8               |
| 1998            | The Bill                                   | Jerome Taylor      | episodio "Team Play"         |
| 1998            | Trial & Retribution                        | Antonio Bellini    | 2 episodios                  |

Películas:
| Año  | Título                                | Personaje             | Notas                                                                                              |
| ---- | ------------------------------------- | --------------------- | -------------------------------------------------------------------------------------------------- |
| 2015 | La teoría del todo                    | Kip Thorne            | junto a Eddie Redmayne y Felicity Jones                                                            |
| 2013 | The Whole Banana                      | Tucker                | junto a Matthew Perry, Dominique Swain, Sienna Guillory, Kristy Swanson & Kevin Sorbo              |
| 2012 | The Wicked Within                     | Michael               | junto a Sienna Guillory, Eric Roberts, Gianni Capaldi, Michele Hicks & Heath Freeman               |
| 2011 | The Rum Diary                         | Digby                 | junto a Johnny Depp, Giovanni Ribisi, Amber Heard, Aaron Eckhart, Amaury Nolasco & Michael Rispoli |
| 2011 | 1320                                  | Beggar                | junto a Marcel Miller, Kelly Reilly & Danny Huston                                                 |
| 2009 | Nine                                  | Leopardi              | junto a Daniel Day-Lewis, Marion Cotillard, Penélope Cruz, Sophia Loren, Kate Hudson & Judi Dench  |
| 2009 | The Fourth Kind                       | Scott Stracinsky      | junto a Milla Jovovich, Will Patton, Elias Koteas & Will Patton                                    |
| 2009 | In the Loop                           | Bob Adriano           | junto a Peter Capaldi, Gina McKee, Tom Hollander & Anna Chlumsky                                   |
| 2007 | Next                                  | Mr. Jones             | junto a Nicolas Cage, Julianne Moore, Jessica Biel & Jason Butler Harner                           |
| 2006 | Rabbit Fever                          | Andrew                | junto a Tara Summers, Flora Montgomery, Sienna Guillory, Tom Hollander & Tom Conti                 |
| 2005 | Colour Me Kubrick: A True...ish Story | Waldegrave            | junto a John Malkovich & Marc Warren                                                               |
| 2005 | In the Bathroom                       | Hombre                | corto - junto a Sienna Guillory                                                                    |
| 2004 | Baby Boom                             | Empresario            | corto - junto a Vania Cardoso & Daniel Hope                                                        |
| 2004 | Millones                              | San Francisco de Asís | junto a Alex Etel, James Nesbitt & Alun Armstrong                                                  |
| 2004 | Double Take                           | Hombre                | cortometraje                                                                                       |
| 2003 | Crust                                 | Todd Higgins          | junto a Kevin McNally, Perry Fitzpatrick & Naomie Harris                                           |
| 2002 | Simon: An English Legionnaire         | Sargento Crepelli     | junto a Tom Hardy, Kate Maberly & Yorick van Wageningen                                            |
| 2002 | 24 Hour Party People                  | Peter Saville         | junto a Steve Coogan, John Thomson, Lennie James, Shirley Henderson, Paddy Considine & Andy Serkis |
| 2001 | Fallen Dreams                         | Arthur                | junto a Coral Beed, Oliver Elliot & Leo Gregory                                                    |
| 2001 | Sweet Revenge                         | Will                  | junto a Sophie Okonedo, Nitin Ganatra e Steve Mackintosh                                           |
| 2001 | Late Night Shopping                   | Lenny                 | junto a Kate Ashfield, Heike Makatsch, Shauna Macdonald & Sienna Guillory                          |
| 2001 | The Love Doctor                       | Vinny                 | corto - junto a Nitin Ganatra & Emma Catherwood                                                    |
| 2001 | Dish                                  | Pete                  | corto - junto a Jodhi May & Jessica Woods                                                          |
| 1999 | Wonderland                            | Darren                | junto a Shirley Henderson, Gina McKee, Molly Parker, Ian Hart, John Simm & Stuart Townsend         |

Productor:
| Año  | Película          | Notas     |
| ---- | ----------------- | --------- |
| 2012 | The Wicked Within | productor |

Teatro:
| Año  | Obra                | Personaje | Director    | Teatro          | Notas                                  |
| ---- | ------------------- | --------- | ----------- | --------------- | -------------------------------------- |
| 2004 | The Shape of Things | Adam      | Neil LaBute | New Ambassadors | junto a Sienna Guillory & James Murray |